# Pronoia

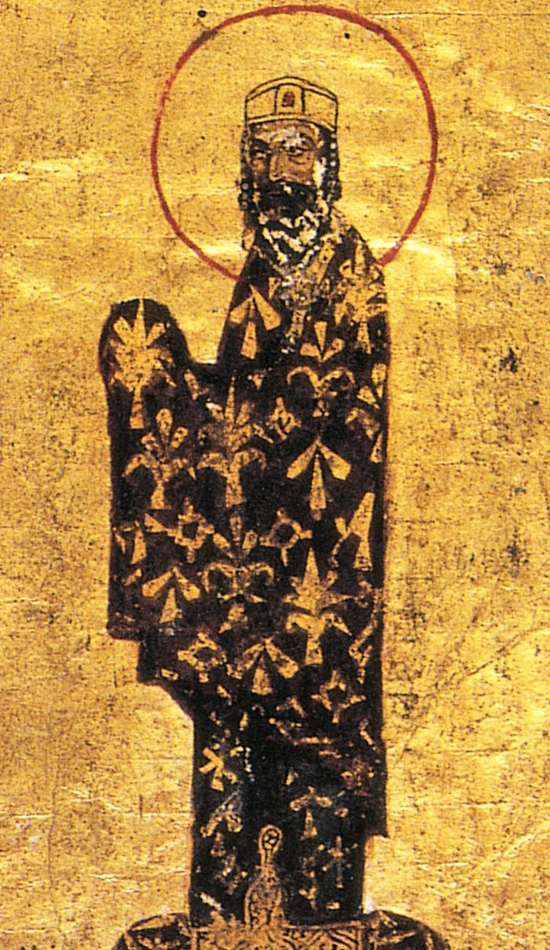
Una miniatura rappresentante Alessio I Comneno.

Pronoia o anche prònoia è un sistema definito dagli storici, come di feudalizzazione dell'Impero bizantino, sistema di politica istituito da Alessio I Comneno (1081-1118) e dai suoi successori fino ad Alessio V (1204). Questo sistema sociale dapprima si affiancò, poi rimpiazzò del tutto l'organizzazione politica in themata, istituito dall'imperatore Eraclio (610-641) nel VII secolo.

## La pronoia prima dell'XI secolo
Il termine pronoetes è equivalente del termine latino curator e era un funzionario che amministrava una proprietà imperiale curator domus divinae

## La pronoia nel XI-XII secolo
La pronoia consisteva nella concessione a cittadini illustri di terreni, perché li amministrassero (εἰς πρόνοιαν) in cambio di servigi resi allo Stato. In questo senso essa appare durante il regno di Costantino IX Monomaco. L'usufruttuario non era padrone del fondo (che era invece proprietà dello Stato): non poteva quindi venderlo, e inizialmente neppure lasciarlo in eredità. La pronoia infatti finiva generalmente alla morte del concessionario. Tuttavia, il concessionario poteva gestire tutti i beni presenti sul fondo, contadini compresi, i quali pagavano a lui le tasse e gli altri introiti del terreno: il concessionario era insomma il rappresentante dello Stato per i cittadini del fondo (paroikoi). Questo aspetto avvicina molto la pronoia al sistema feudale, che ormai nell'XI secolo aveva raggiunto la sua forma classica nell'Europa occidentale. Tuttavia, la condizione dei paroikoi non può essere paragonata a quella dei servi della gleba, in quanto non dovevano nessun giuramento di fedeltà al concessionario, perché in ogni caso il vero padrone del fondo era comunque lo Stato e il suo rappresentante (l'imperatore).
A rendere questo istituto ancora più simile a un feudo fu la sua militarizzazione: inizialmente infatti, quando fu introdotta verso la metà dell'XI secolo, la pronoia non aveva nessun carattere militare. Sotto il regno di Alessio (e molto più sotto il regno del nipote Manuele I) invece, la concessione di un terreno in pronoia implicava che il concessionario partecipasse alle guerre (di solito, a cavallo e con l'armatura), e accompagnato da una truppa a piedi, più o meno numerosa a seconda dell'estensione del fondo. In questo modo Alessio Comneno tentò di risolvere due problemi: il primo, la carenza di denaro con cui finanziare le sue guerre; il secondo, di evitare la concentrazione di aristocratici nella capitale, Costantinopoli, e quindi evitare le frequenti ribellioni che scoppiarono nella seconda metà dell'XI secolo. Negli anni successivi al regno di Alessio, il concessionario tuttavia tese ad evitare di fornire il servizio militare (soprattutto se il fondo gli garantiva una vita agiata); si registrarono anche casi di ribellioni nei confronti del governo centrale, che tuttavia furono sempre molto meno gravi di quelle del secolo XI: la pronoia infatti, nel corso del XII secolo, fu un metodo assai efficace per placare un nobile ribelle.